# Място без граници
 Тази статия е за романа на Хосе Доносо.  За филма на Артуро Рипстейн вижте Място без граници (филм).  
„Място без граници“ (на испански: El lugar sin límites) е роман на чилийския писател Хосе Доносо, издаден през 1966 година в Мексико.
Книгата описва живота в провинциален публичен дом, а главен герой е неговият собственик травестит. Романът има успех и самята Доносо го смята за най-доброто си произведение. През 1978 година той е филмиран от Артуро Рипстейн като „Място без граници“.
„Място без граници“ е издаден на български през 2009 година в превод на Лилия Добрева.